# Friedrich-Dessauer-Gymnasium (Frankfurt am Main)
Das Friedrich-Dessauer-Gymnasium ist ein staatliches Gymnasium in Frankfurt am Main und bildet die Sekundarstufe II im sogenannten Schulverbund Frankfurt-Höchst. Es ist das größte der drei reinen Oberstufengymnasien Frankfurts.

## Geschichte
Vor der Gründung des Friedrich-Dessauer-Gymnasiums absolvierten die Schüler in Höchst und im Umland ihr Abitur an zwei traditionellen Standorten – männliche Schüler an der seit 1818 bestehenden Leibnizschule in der Gebeschusstraße, weibliche Schüler an der Helene-Lange-Schule im Stadtpark.
1972 beschloss die Stadt Frankfurt am Main die Zusammenlegung der beiden Oberstufen. Grundlage dieser Überlegung war die Schaffung der Neuen Gymnasialen Oberstufe (NGO) durch die damalige hessische Landesregierung. Am 14. Oktober 1972 folgte der erste Spatenstich durch den hessischen Finanzminister Heribert Reitz und den Frankfurter Oberbürgermeister Rudi Arndt. Dieser wurde in der Zeit der Studentenrevolten von Schülerprotesten gegen die Lehrerknappheit begleitet.
Am 10. Juni 1975 wurde das Gymnasium von Rudi Arndt eingeweiht. Das Friedrich-Dessauer-Gymnasium ist im Bildungs- und Kulturzentrum Frankfurt (kurz: BIKUZ) untergebracht. Sowohl das Gebäude als auch die Schule werden deshalb umgangssprachlich Bikuz abgekürzt. Im Gebäude sind Verwaltungsbüros der Volkshochschule (VHS) Frankfurt untergebracht, die zudem die Räumlichkeiten für Unterrichtsveranstaltungen nutzt. Auch die Stadtbibliothek für den Stadtteil Höchst befindet sich in dem Gebäude. Für die 980 Schüler wurden anfangs 300 Kurse von 150 Lehrern angeboten.
2005 wurde das Friedrich-Dessauer-Gymnasium von der Zeitschrift Capital zur besten Schule Frankfurts gewählt. Hessenweit belegte es Rang 3, im deutschen Vergleich Platz 84.
Im Jahr 2007 wurde der Abriss des Schulgebäudes beschlossen. Mit Beginn des Schuljahres 2008/09 wurde der Neubau bezogen und am 28. September 2009 offiziell an die Schulgemeinde übergeben.

### Weitere Geschichtsdaten

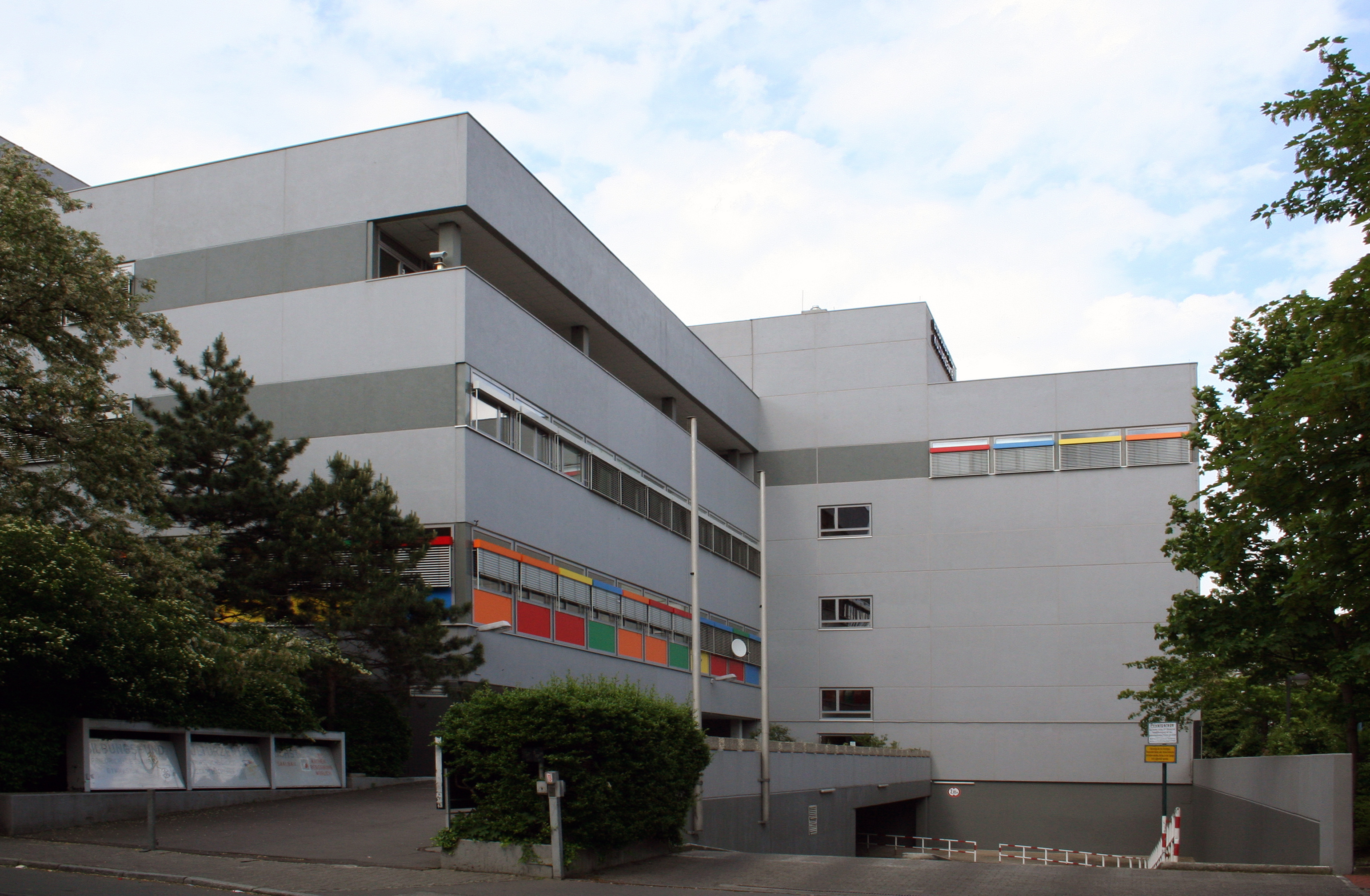
Das alte BIKUZ

- 1982: Das Bikuz erhält den Namen des Physikers Friedrich Dessauer.
- 1983: Errichtung eines Erweiterungsbaus.
- 1984: Beginn des Informatik-Unterrichts.
- 1985: Erster Abiball, der davor aus Ablehnung alter Traditionen von den Schülern und Eltern nicht erwünscht war, zunächst im schuleigenen Großen Saal, danach regelmäßig im Plaza Büro Center.
- 1987: Herausgabe des ersten Schul-Jahrbuches; seither jährlich
- 1995: Einführung des Informatik-Leistungskurses.
- 1996: Erste eigene Schul-Webpräsenz.
- 2000: Zum 25-jährigen Jubiläum stellen Schüler und Lehrer eine Multimedia-CD vor.
- 2007: Beginn des Abrisses des alten BIKUZ
- 2008: Einzug des FDG in das neue BIKUZ-Gebäude

## Bekannte ehemalige Schüler
- Michael Gahler (* 1960), Europaabgeordneter der CDU für Hessen in der Europäischen Volkspartei
- Thomas Heinrich Stark (* 1960), Philosoph und Hochschullehrer
- Antje Köster (* 1964), Bürgermeisterin von Hattersheim am Main (SPD) (2010 bis 2016)
- Alexander Ebner (* 1967), Professor für Politische Ökonomie und Wirtschaftssoziologie, Goethe-Universität Frankfurt
- Uwe Reuter (* 1967), Neurologe und Vorstandsvorsitzender der Universitätsmedizin Greifswald
- Uwe Serke (* 1968), Abgeordneter des Hessischen Landtags (CDU)
- Klaus Schindling (* 1968), Bürgermeister von Hattersheim am Main (CDU)
- Adnan Shaikh (* 1973), Bürgermeister von Eschborn (CDU)
- Stephanie Aeffner (1976–2025), Mitglied des Deutschen Bundestages (Bündnis 90/Die Grünen)
- Christian Heinz (* 1976), Abgeordneter des Hessischen Landtags (CDU)[3] und Hessischer Minister für Justiz (seit 2024)
- Andreas Renee Swoboda (* 1976), Sänger und Musicaldarsteller
- Tobias ten Brink (* 1976), Politikwissenschaftler, Professor für Chinese Society and Business an der Jacobs University Bremen
- Joscha Sauer (* 1978), Schöpfer der Nichtlustig-Comics
- Enissa Amani (* 1981), Komikerin und Schauspielerin
- Arid Uka (* 1990), Täter des Mordanschlages am Frankfurter Flughafen am 2. März 2011[4][5]

## Bekannte ehemalige Lehrer
- Hans-Ludwig Neumann (1938–1991), Physiker, Studiendirektor, Präsident des Physikalischen Vereins (1976 bis 1990)